# IC 42
IC 42 — галактика типу SBc () у сузір'ї Кит.
Цей об'єкт міститься в оригінальній редакції індексного каталогу.